# Brownfield, Texas
Brownfield är en stad i den amerikanska delstaten Texas med en yta av 16,4 km², varav 0,32 % är vatten, och en folkmängd som uppgår till 9 488 invånare (2000). Brownfield är administrativ huvudort i Terry County.